# Neocheiridium
Genre
Synonymes
- Austrocheiridium Vitali-di Castri, 1962

Neocheiridium est un genre de pseudoscorpions de la famille des Cheiridiidae.

## Distribution
Les espèces de ce genre se rencontrent en Amérique et en Afrique.

## Liste des espèces
Selon Pseudoscorpions of the World (version 3.0) :
- Neocheiridium africanum Mahnert, 1982
- Neocheiridium beieri Vitali-di Castri, 1962
- Neocheiridium chilense Vitali-di Castri, 1962
- Neocheiridium corticum (Balzan, 1887)
- Neocheiridium galapagoense Beier, 1978
- Neocheiridium pusillum Mahnert, 1982
- Neocheiridium strinatii Mahnert & Aguiar, 1986
- Neocheiridium tenuisetosum Beier, 1959
- Neocheiridium triangulare Mahnert & Aguiar, 1986

et décrites depuis ;
- Neocheiridium ashmoleorum Sherwood, Grignet, Harvey, Sharp & Wilkins, 2024
- Neocheiridium gullahorum Sammet , Kurina & Klompen, 2020

## Systématique et taxinomie
Ce genre a été décrit par Beier en 1932 dans les Cheiridiidae.
Austrocheiridium a été placé en synonymie par Mahnert en 1982.

## Publication originale
- Beier, 1932 : « Pseudoscorpionidea II. Suborder Cheliferinea. » Das Tierreich. Eine Zusammenstellung und Kennzeichnung der rezenten, Berlin, vol. 58, p. 1-294.